# Viggianello (Potenza)
Viggianello é uma comuna italiana da região da Basilicata, província de Potenza, com cerca de 3.489 habitantes. Estende-se por uma área de 119 km², tendo uma densidade populacional de 29 hab/km². Faz fronteira com Castelluccio Inferiore, Chiaromonte, Fardella, Laino Borgo (CS), Morano Calabro (CS), Rotonda, San Severino Lucano.
Pertence à rede das Aldeias mais bonitas de Itália.

## Demografia
| Variação demográfica do município entre 1861 e 2011                               |
|                                                                                   |
| Fonte: Istituto Nazionale di Statistica (ISTAT) - Elaboração gráfica da Wikipedia |